# المجلس الروحاني الدولي

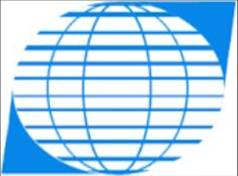

المجلس الروحاني الدولي (بالإنجليزية: International Spiritist Counci) (ISC) هو منظمة تأسست في 28 نوفمبر 1992، من قبل الجمعيات الوطنية للحركة الروحية في مختلف البلدان. وهي الهيئة الدولية لأتباع الحركة التي بدأها ألان كارديك في القرن التاسع عشر، مما ساهم في نشر ودراسة الجوانب العلمية والفلسفية والدينية. مقر المجلس في برازيليا.